# 한신칸

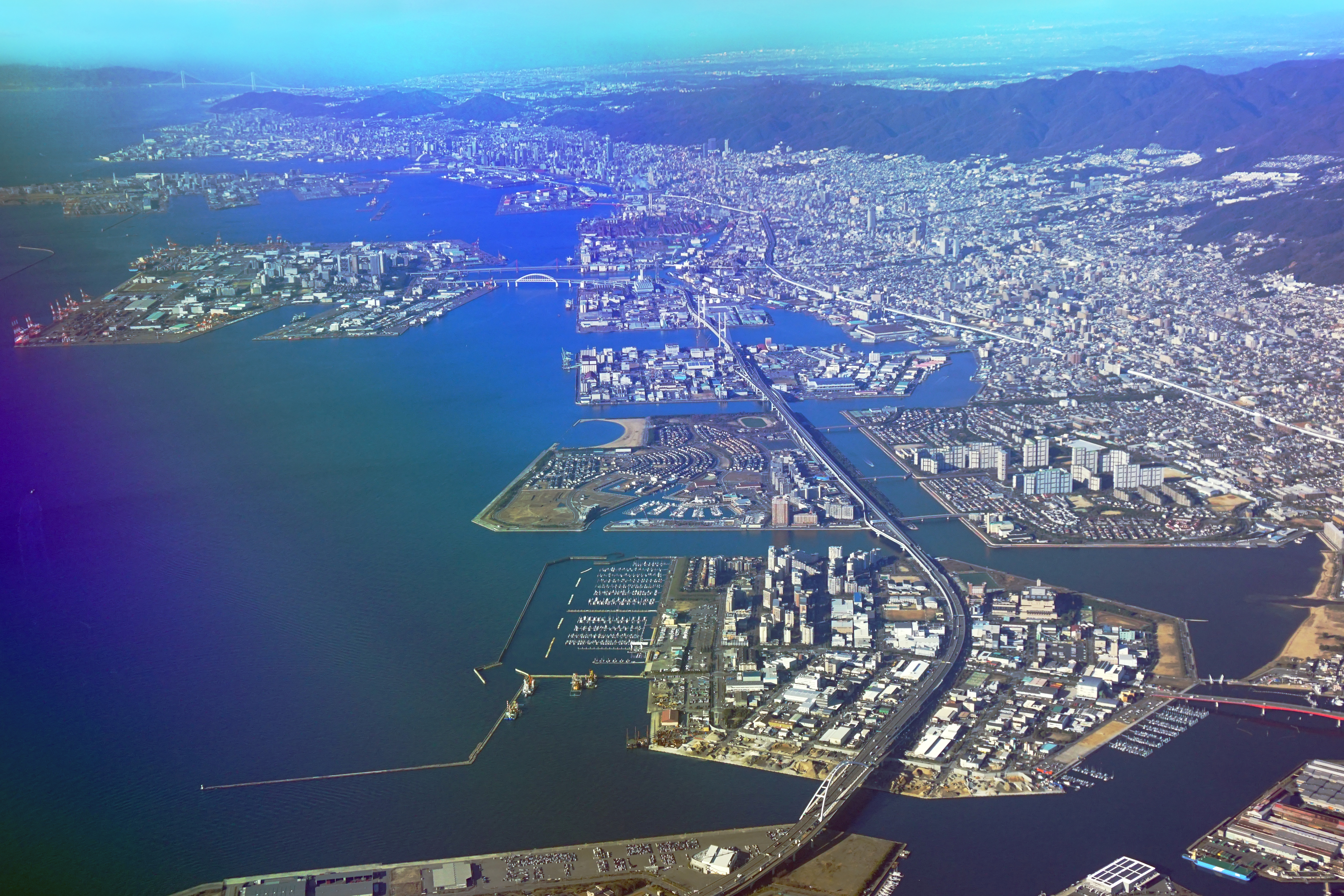
2015년 12월, 한신칸 지역을 촬영한 항공 사진. 사진 끄트머리 왼쪽부터 롯코산지, 신니시노미야 요트하버, 벨포트 아시야, 롯코 아일랜드, 포트아일랜드이다.

한신칸(일본어: 阪神間)은 일본 효고현 동남쪽에 있는 현청소재지인 고베시와 오사카부의 부청소재지인 오사카시 사이에 끼인 넓은 지역을 의미한다.

## 정의

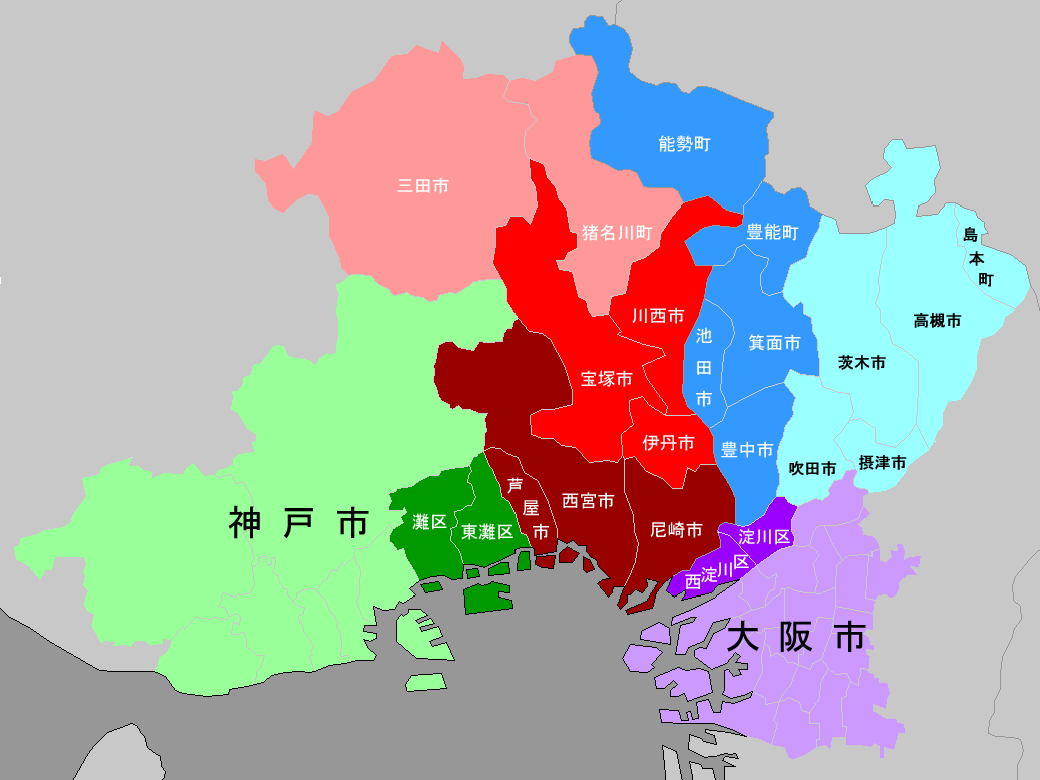
한신칸의 지도. 짙은 빨강 영역이 한신미나미 현민센터 관할(가장 좁은 의미)이며, 빨강(일반적 의미)와 분홍(드물게 한신칸에서 제외되는 구역)은 한신키타 현민센터 관할 지역(효고현의 "호쿠세쓰 지역")이다. 짙은 녹색은 고베시에, 짙은 자주색은 오사카시에 합병된 역사상 한신칸 지역이다. 파랑은 오사카부의 도요노 지역으로 하늘색의 미시마 지역과 함께 "호쿠세쓰 지역"으로 불린다.

효고현의 지역 구분에 따르면 아마가사키시, 니시노미야시, 아시야시 3개 시를 한신미나미 현민센터로, 이타미시, 다카라즈카시, 가와니시시, 산다시, 가와베군 이나가와정 4개 시 1개 정을 한신키타 현민센터로 묶어 관할하고 있으며 미나미현민센터와 키타현민센터 2개를 포괄하는 7개 시 1개 정 지역을 "한신칸" 혹은 "한신 지역"(阪神地域)이라 부르고 있다. 두 조직의 관할은 1975년부터 2001년까지 아마가사키시에 본부를 둔 한신현민국(제1차, 阪神県民局) 관할에 있었으나, 한신미나미/한신키타로 분할되고, 한신미나미는 아마가사키시와 니시노미야시가 중핵시가 되어 현의 업무 대부분을 시 관할로 이관하면서 규모가 축소되어 현민센터로 바뀌었다. 두 조직은 2022년을 목표로 한신현민국(제2차)로 통합되어 이타미시로 본국을 옮길 예정이다.
"칸"(間)을 뺀 단순한 한신이라는 단어는 한신 공업지대와 같이 고베시와 오사카시를 포함한 넓은 지역을 통칭하며 이를 광의적 의미에서 "한신"이라고 부른다. 가장 좁은 의미에서는 한신미나미 현민센터의 관할 지역인 아마가사키시, 니시노미야시, 아시야시 3개 시만을 가리키며, 약간 넓은 의미로는 한신키타 현민센터 관할 지역인 이타미시, 다라가즈카시, 가와니시시를 포함하고 산다시와 이나가와정은 제외하는 경우가 있다. 또한 일본 기상청이 발표하는 기상정보의 2차 세부구분구역에서는 고베시 전역을 포함한 8개 시 1개 정 지역을 '한신' 지역으로 두고 있다.
효고현의 현청소재지인 고베시를 줄인 "신"(神)이 먼저 오지 않고 오사카시를 줄인 "한"(阪)이 먼저 오는 이유는 일본 역사상 지역명을 교토에 가까운 순으로 불렀기 때문이다. "한신"이라는 말이 정착된 것은 메이지 중기로 보이며, 1899년 한신 전기 철도가 "셋츠 전기 철도 주식회사"라는 이름으로 설립되기 이전에는 "신칸 전기 철도"(神阪電気鉄道)라는 명칭으로 창설하자는 제안도 있었다.
1929년에는 무코군 니시고정, 니시나다촌, 롯코촌이, 1950년에는 미카게정, 스미요시촌, 우오자키정, 혼조촌, 모토야마촌이 각각 고베시에 편입되기 전까지는 이 지역도 넓은 의미에서의 한신칸에 포함되었으나, 현재는 고베시 나다구와 히가시나다구 지역이 되었기 때문에 후카에 문화촌 등 역사적 맥락을 제외하고서는 현재의 "한신칸" 지역에 포함하지 않는다. 마찬가지로 현재의 오사카시 니시요도가와구 지역이 되어버린 구 니시나리군 히에지마정, 후쿠촌, 지부네정, 가와키타촌 등 한신 본선 연선 일대 지역도 오사카시 편입 이전까지 역사적으로는 "한신칸" 지역으로 불렀었다.

### 관련된 지역 구분
한신칸과 중복되거나 비슷하게 관계된 지역 구분은 다음이 있다.
세이세쓰(西摂)
셋쓰국의 서쪽 지역을 말한다. 가와베군, 아리마군, 무코군, 우바라군, 야타베군 5개 군이며 이 중 우바라군과 야타베군은 1896년 무코군으로 편입, 흡수되었다. 페번치현 당시 1869년 가와베군만 셋쓰현에서 도요사키현 관할로 바뀌어 그 외 4개군만 효고현(제1차)에 속했지만, 같은 해 도요사키현이 효고현에 흡수합병되어 1871년 가와베군 이외에 7개군(니시나리군, 히가시나리군, 스미요시군, 데시마군, 노세군, 시마카미군, 시마시모군)이 여려 차례 분할되어 효고현과 오사카부(당시 오사카부는 현재 오사카시 중심부인 오사카산고 영역에만 있었다)에 각귀 나뉘어 들어갔다.
대오사카(大大阪)
오사카시가 인근 정촌을 흡수합병해 시가지를 확장하여 도쿄시를 제치고 일본 최대 인구 도시가 된 1925년부터 쇼와 초기까지의 번영기를 대오사카 번영기라고 부른다. 이 시기에는 인접한 효고현 가와베군 전역과 무코군의 대부분(당시의 고베시 영역 서쪽의 구 8부군인 스마정, 야마다촌을 제외)도 넓은 의미에서 오사카 도시권인 "오사카"의 일부로 통칭하는 경우가 있었다.

## 정치
한신칸의 참의원은 전체 영역이 효고현 선거구에 속한다.

### 중의원
1994년 일본 공직선거법 개정으로 소선거구와 비례대표제를 동시에 운영한 이후 선거구 변천은 다음과 같다. 2017년에는 표당 격차를 조정하기 위해 소선거구제 의석 구분이 변경되었고 제48회 일본 중의원 의원 총선거부터 변경된 선거구가 적용되었다.
| 시정         | 구역                                   | 현행(제48회 중의원 선거부터 적용) | 제41회-제47회 총선거 당시 | 중선거구(제23회-제40회 총선거 당시 |
| ------------ | -------------------------------------- | --------------------------------- | ------------------------- | ---------------------------------- |
| 산다시       | 산다시                                 | 효고현 제5구                      | 효고현 제5구              | 효고현 제2구(5명 선출)             |
| 이나가와정   |                                        | 효고현 제5구                      | 효고현 제5구              | 효고현 제2구(5명 선출)             |
| 가와니시시   | 북부(구 히가시타니촌)                  | 효고현 제5구                      | 효고현 제6구              | 효고현 제2구(5명 선출)             |
| 가와니시시   | 남부(구 가와니시정, 다다촌)            | 효고현 제6구                      | 효고현 제6구              | 효고현 제2구(5명 선출)             |
| 이타미시     |                                        | 효고현 제6구                      | 효고현 제6구              | 효고현 제2구(5명 선출)             |
| 다카라즈카시 |                                        | 효고현 제6구                      | 효고현 제6구              | 효고현 제2구(5명 선출)             |
| 아시야시     | 아시야시                               | 효고현 제7구                      | 효고현 제7구              | 효고현 제2구(5명 선출)             |
| 니시노미야시 | 남부(구 무코군)                        | 효고현 제7구                      | 효고현 제7구              | 효고현 제2구(5명 선출)             |
| 니시노미야시 | 북부(구 아리마군 시오세촌, 야마구치촌) | 효고현 제2구                      | 효고현 제7구              | 효고현 제2구(5명 선출)             |
| 아마가사키시 | 아마가사키시                           | 효고현 제8구                      | 효고현 제8구              | 효고현 제2구(5명 선출)             |

### 효고현의회
효고현의회의 선거구와 그 정수는 아래와 같다. 가와니시시와 가와베군(이나가와정)이 서로 붙어서 1개 선거구가 된 외에는 1개 시 당 1개 선거구가 있다.
| 선거구               | 정수 |
| -------------------- | ---- |
| 아마가사키시         | 7명  |
| 니시노미야시         | 7명  |
| 아시야시             | 1명  |
| 이타미시             | 3명  |
| 다카라즈카시         | 3명  |
| 가와니시시, 가와베군 | 3명  |
| 산바시               | 2명  |

## 같이 보기
- 한신칸 모더니즘
- 한신항
- 게이한신
- 오사카
- 효고현